# Zapadni katu jezici
Zapadni katu jezici, skupina od šest austroazijskih jezika koja čini ogranak katujskih jezika. Rašireni su na području Laosa Tajlanda i Vijetnama. Najznačajniji među njima je jezik kuy [kdt], jedini predstavnik podskupine kuay-nheu. Ostale podskupine koje ju čine su brou-so s četiri jezika, i nyeu [nyl], jedini predstavnik podskupine Kuay-Yoe.

## Vanjske poveznice
- Ethnologue (14th)
- Ethnologue (15th)